# Волгоградский государственный аграрный университет
Федеральное государственное бюджетное образовательное учреждение высшего образования «Волгоградский государственный аграрный университет» (ФГБОУ ВО «ВолГАУ») — высшее аграрное учебное заведение России, один из вузов Волгограда.

## История
17 июля 1944 года Совет Народных Комиссаров СССР постановил открыть в городе Урюпинске Сталинградский сельскохозяйственный институт в составе 4 факультетов: агрономического, зоотехнического, ветеринарного и факультета механизации сельского хозяйства с контингентом приема на первые курсы 400 человек. Открытие института состоялось 14 октября 1944 года. В 1967 году в Волгоградском сельскохозяйственном институте была открыта военная кафедра, с 2008 года она является одной из 68 действующих на территории России военных кафедр и единственной не только в Волгограде, но и во всем Северо-кавказском военном округе.
С 1994 по 2011 год учебное заведение носило название Волгоградская государственная сельскохозяйственная академия.
19 октября 2011 года Волгоградской ГСХА присвоен государственный статус университета.

## Структура
По состоянию на 2019 год в университете 7 факультетов:
- агробиотехнологий (ранее — агротехнологический)
- биотехнологий и ветеринарной медицины (ранее — зооветеринарный)
- инженерно-технологический (ранее — механизации сельского хозяйства)
- перерабатывающих технологий и пищевых систем
- эколого-мелиоративный
- экономический
- электроэнергетический (ранее — электрификации сельского хозяйства)
- сервиса и туризма (ранее — социально-гуманитарного и дополнительного образования) расформирован в 2018 году и включен в состав Экономического факультета)

Два института:
- Институт повышения квалификации кадров агробизнеса[3]
- Институт непрерывного образования[4]

## Расположение
г. Волгоград, проспект Университетский, 26

## Известные персоны
Преподаватели
- Сергей Леонидович Иванов — декан агрономического факультета в 1944—1946 гг.
- Николай Кириллович Максюта — глава администрации Волгоградской области в 1997—2010 гг.; почётный профессор ВолГАУ (2001).
- Виктор Иванович Приписнов — председатель Волгоградской областной Думы в 1998—2001 гг.; заведующий кафедры философии ВолГАУ.

Выпускники
- Бондаренко Людмила Николаевна — доктор экономических наук, профессор кафедры корпоративных финансов и банковской деятельности Волгоградского государственного университета, заслуженный экономист РФ.
- Виталий Викторович Лихачёв — председатель Волгоградской областной Думы в 2005—2009 гг.
- Иван Петрович Рыбкин — председатель Государственной думы в 1994—1996 гг.
- Иван Петрович Шабунин — глава администрации Волгоградской области в 1991—1997 гг.

См. также: Категория:Выпускники Волгоградского аграрного университета